# Turek (powiat średzki)
Turek – osada w Polsce, położona w województwie wielkopolskim, w powiecie średzkim, w gminie Środa Wielkopolska.

## Podział administracyjny
W latach 1975–1998 miejscowość należała administracyjnie do województwa poznańskiego.